# 貝塚珠美
貝塚 珠美（かいづか たまみ、9月15日 - ）は、日本の女性声優。杉の子プロ所属。

## 出演作品

### テレビアニメ
1998年
- 突撃!パッパラ隊（シャティ、人魚、スチュワーデス）

1999年
- ジバクくん（お茶々 他）

2000年
- ファーブル先生は名探偵（客、メイド）

2001年
- コスモウォーリアー零（子供）
- バビル2世（女子生徒）

2002年
- 幻魔大戦 神話前夜の章（ラン）
- ハングリーハート WILD STRIKER（真奈）

2003年
- シンデレラボーイ（女性店員）
- 魔獣戦線 THE APOCALYPSE（スワローテイル）

### ドラマCD
- ななか6/17（香織）
- ななか6/17 VOL.2（手下）
- 竜の遺言（加羅）

| スタブアイコン | サブスタブ | この項目は、まだ閲覧者の調べものの参照としては役立たない、声優（ナレーターを含む）に関連した書きかけの項目です。この項目を加筆・訂正などしてくださる協力者を求めています（P:アニメ/PJ:芸能人）。 |